# Kłębowisko żmij (film)
Kłębowisko żmij (ang. The Snake Pit) – amerykański film psychologiczny z 1948 roku w reżyserii Anatole’a Litvaka na podstawie powieści Mary Jane Ward, z Olivią de Havilland w roli głównej. Zdjęcia kręcono w Kalifornii.

## Opis fabuły
Bohaterką filmu jest Virginia Cunningham, schizofreniczka wysłana do szpitala psychiatrycznego, gdzie pod opieką doktora Kika próbuje wyleczyć się ze swojej choroby.

## Odbiór
Choć Kłębowisko żmij było z początku zamierzone jako krytyka fatalnych warunków panujących w amerykańskich szpitalach psychiatrycznych i nietolerancji społeczeństwa wobec osób z zaburzeniami psychicznymi, oferowało zgoła optymistyczne zakończenie, dowodzące rzekomej skuteczności tychże placówek w leczeniu chorób psychicznych. Z początku spotkało się z entuzjastycznym odbiorem ze strony krytyków filmowych, którzy chwalili twórców za precyzję w pokazaniu przebiegu choroby oraz odważne ujęcie tematu.
W latach siedemdziesiątych XX w. zaczęto jednak film poddawać rewizji. Leslie Fishbein zauważa, iż Kłębowisko żmij nie jest opowiadane z punktu widzenia głównej bohaterki, jak w pierwowzorze Ward, a próba ujęcia jej choroby przez filmowców z perspektywy Freudowskiej psychoanalizy stanowi przykład uprzedmiotowienia postaci granej przez Havilland. Mary Ann Doane zauważyła, że Kłębowisko węży wpisuje się w panującą w Stanach Zjednoczonych lat 30. i 40. XX w. fascynację psychoanalizą, która w istocie utrwalała różnicę płci między mężczyznami a kobietami.

## Nagrody
Pomimo dwuznacznego przesłania utwór Litvaka znalazł się na liście dziesięciu najlepszych filmów roku National Board of Review, a Havilland została uhonorowana Pucharem Volpiego dla najlepszej aktorki na 10. MFF w Wenecji. Odpowiedzialny za udźwiękowienie filmu Thomas Moulton otrzymał Oscara.

## Obsada
- Olivia de Havilland jako Virginia Cunningham
- Mark Stevens jako Robert Cunningham, mąż Virginii
- Leo Genn jako doktor Kik
- Celeste Holm jako Grace
- Beulah Bondi jako pani Greer
- Natalie Schafer jako pani Stuart
- Celia Lovsky jako Gertrude
- Betsy Blair jako Hester